# Roberto Lavagna
Roberto Lavagna (Buenos Aires, 24 de marzo de 1942) es un economista, diplomático, político y profesor argentino. Se desempeñó como titular del Ministerio de Economía y Producción de ese país durante la presidencia de Eduardo Duhalde y luego de Néstor Kirchner, durante el período 2002-2005, siendo así el funcionario que más tiempo permaneció en ese cargo desde que Domingo Cavallo lo dejó en 1996. Fue candidato a la presidencia en 2007 y 2019, posicionándose en ambos casos en el tercer lugar.

## Biografía
Roberto Lavagna nació en la Ciudad Autónoma de Buenos Aires (CABA) el 24 de marzo de 1942. Lavagna vivió sus primeros años en el barrio porteño de Saavedra, luego se mudó a Morón, en la zona oeste del Gran Buenos Aires, donde completó sus estudios secundarios con altas calificaciones en el colegio público Comercial José Manuel Estrada. En 1967 se recibió de licenciado en Economía Política en la Universidad de Buenos Aires y obtuvo una beca de estudios en la Universidad Libre de Bruselas.
En el sector privado ejerció la presidencia del directorio de la siderúrgica La Cantábrica, entre 1975 y 1976, y del Instituto de Economía Aplicada y Sociedad (IdEAS), entre 1980 y 1990, además de ser socio fundador de Ecolatina en 1975, en donde se mantuvo hasta el año 2000.

### Familia
Proviene de una familia de clase media. Su padre, Ángel Juan Lavagna, fue un argentino y tipógrafo, propietario de un taller de linotipia y de Blanca Serralta. Tiene un hermano menor llamado Eduardo. Conoció durante sus estudios universitarios a Claudine Marechal, una estudiante belga con la que se casó en 1970 y con quien tiene tres hijos: Sergio, Marco y Nicolás. En la actualidad posee cinco nietos.

### Inicios en la función pública
Entre 1973 y 1974, fue director nacional de Política de Precios de la Secretaría de Comercio, y director general de Política de Ingresos en el Ministerio de Economía que presidía José Ber Gelbard en la última presidencia de Juan Domingo Perón. Más adelante fue subsecretario de Coordinación y Política de la Secretaría de Obras Públicas y Transporte, en 1975.
Durante el gobierno de Raúl Alfonsín, ocupó los cargos de Negociador Jefe de los Acuerdos de Integración Argentina-Brasil entre 1986 y 1987, y Secretario de Industria y Comercio Exterior de la Nación, entre el 24 de diciembre de 1985 y el 10 de julio de 1987.
Entre abril de 2000 y el 2002, fue embajador extraordinario y plenipotenciario ante los organismos económicos internacionales (Ginebra) y ante la Unión Europea (Bruselas). Ambas misiones diplomáticas se unificaron con el fin de negociar con el entonces Comisionado Europeo de Comercio, Pascal Lamy, para aumentar la exportación agrícola.
En las elecciones legislativas de 2013, Roberto Lavagna apoyó a Sergio Massa cómo candidato a primer diputado por la provincia de Buenos Aires. En dichas elecciones, el ex Intendente derrotó al Kirchnerista Martín Insaurralde.

### Ministro de Economía

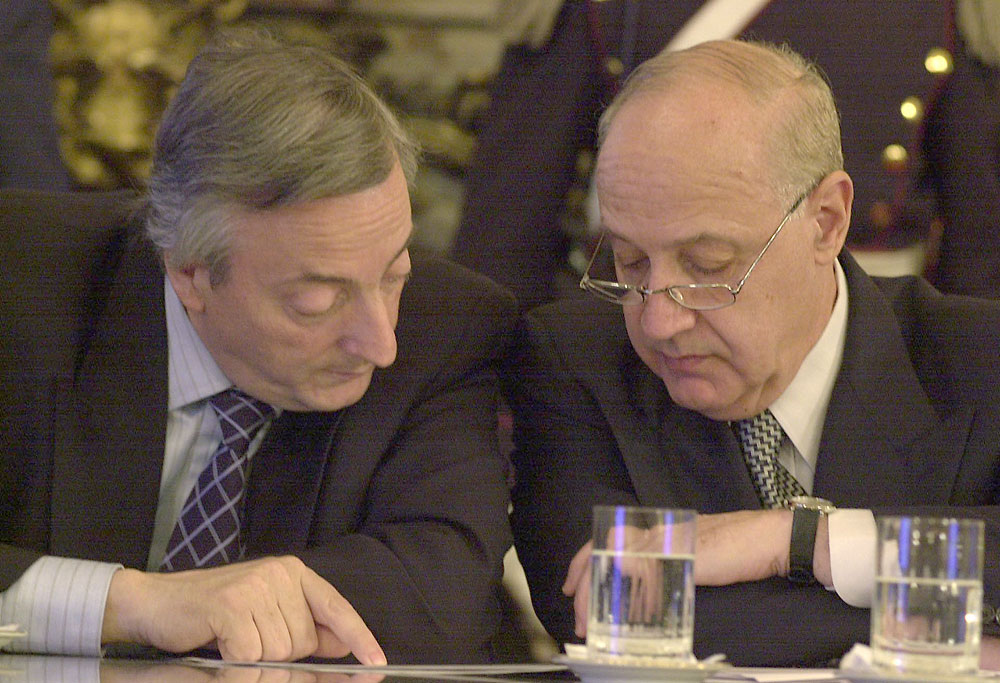
Néstor Kirchner y Roberto Lavagna

En abril de 2002, Lavagna fue designado Ministro de Economía y Producción por el presidente interino Eduardo Duhalde, en reemplazo de Jorge Remes Lenicov. Fue reconfirmado en esta cartera por el sucesor de Duhalde, Néstor Kirchner, cuando este tomó posesión del cargo el 25 de mayo de 2003.
Como Ministro de Economía impulsó la recuperación económica y en sus años de gestión el producto interno bruto (PBI) creció a más del 8% interanual, luego de la brusca devaluación del peso efectuada por su antecesor y en el contexto de crecimiento de precios de las commodities por la demanda china, donde se destacó en particular el valor de la soja y otros productos agropecuarios.
Fue también el artífice del levantamiento del corralito en el año 2002, y del canje de la deuda argentina a principios de 2005. Durante su gestión no se efectuó ningún pago de la deuda externa a ningún acreedor.
Se mantuvo hasta que fue desplazado por Kirchner en noviembre de 2005, luego de haber denunciado sobreprecios en la obra pública. Al día siguiente de la renuncia, José Pampuro, exministro de Defensa, admitió que las relaciones entre Kirchner y Lavagna se volvieron «complicadas» después de las elecciones legislativas de octubre, y la situación se volvió «tensa» la semana anterior a su renuncia.

### Candidatura presidencial de 2007

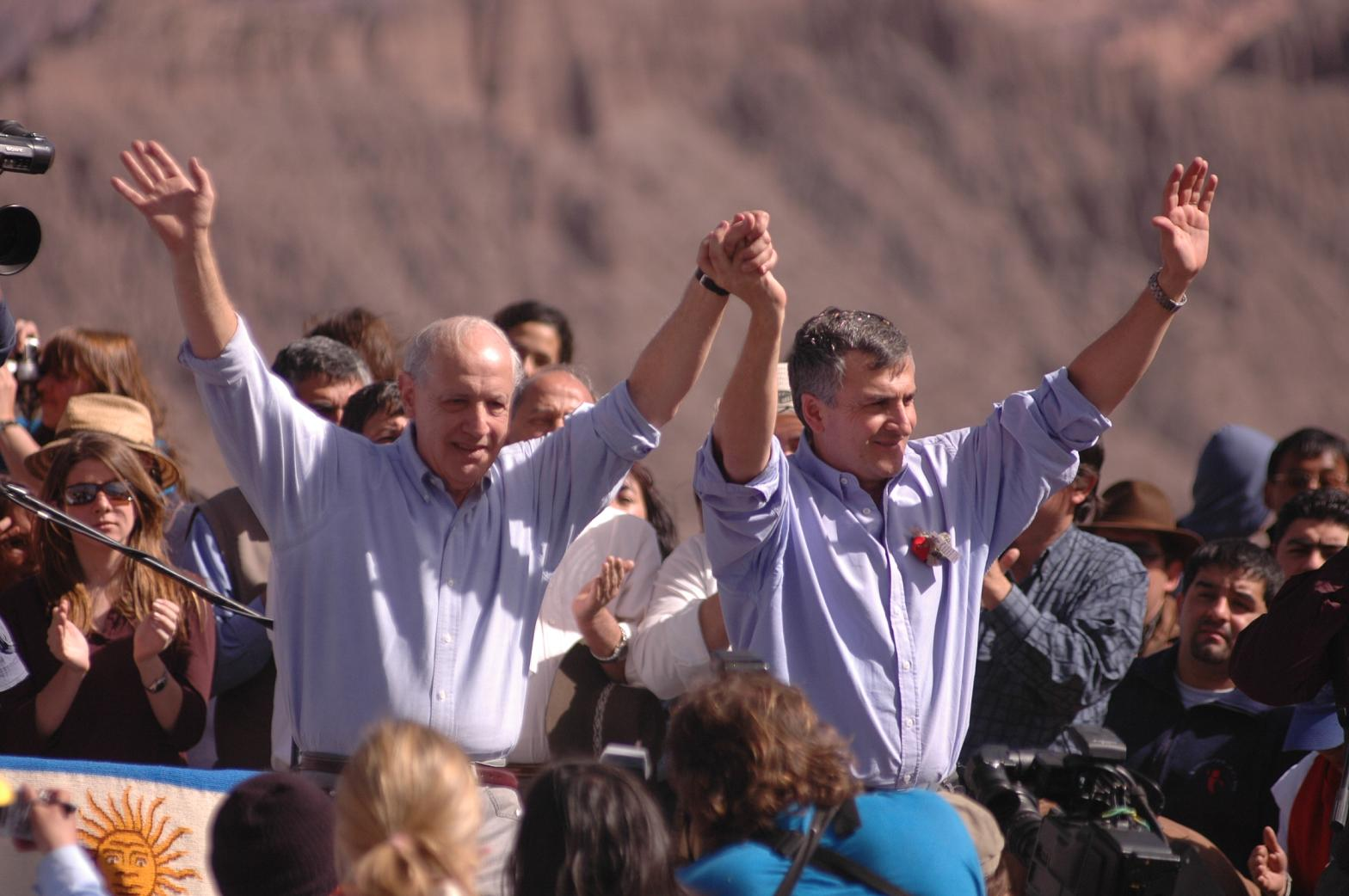
Lanzamiento de su campaña presidencial en 2007.

Lavagna anunció el 5 de enero de 2007 su candidatura presidencial para las elecciones presidenciales de dicho año, formando la Concertación para Una Nación Avanzada (UNA), que estuvo integrada por peronistas no-kirchneristas, radicales, desarrollistas y treinta partidos provinciales o locales de todo el país, además de redes juveniles como Generación Democrática y Equipo Nexos.
El eje central de su campaña a la Presidencia fue el denominado «Plan Lavagna», que contenía medidas y propuestas para todos los temas importantes de la agenda pública —economía, pobreza, medio ambiente, trabajo, educación, etcétera.— más una serie de decisiones que propuso para los primeros cien días de gobierno.

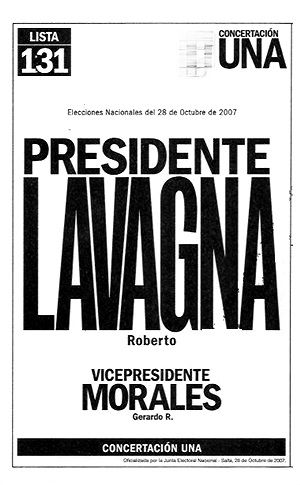
Boleta elecciones de 2007

Roberto Lavagna obtuvo 3.230.236 votos en la elección presidencial, lo cual equivalió a un 16,91% de los sufragios. Dicho resultado lo colocó en tercer lugar, luego de Cristina Kirchner y de Elisa Carrió. Su mejor resultado se dio en la Provincia de Córdoba, único distrito donde derrotó al gobierno, al sumar el 35,31% de los votos contra el 23,84% de la candidata oficialista, que se ubicó allí en segundo lugar.

### Actividad posterior
Lavagna formó el Consejo para Una Nación Avanzada (UNA), desde donde trabaja en tareas de acción social, capacitación de dirigentes y programas de gobierno. Lo acompañaron dirigentes peronistas y desarrollistas, así como equipos con fuerte experiencia en la gestión pública (Javier González Fraga, Santiago Díaz Ortiz, Alejandro Rodríguez, Alberto Coto, Abel Posse, Carlos Zaffore, Raúl Estrada Oyuela).
El 3 de febrero de 2008, se anunció un acuerdo entre Lavagna y el expresidente Néstor Kirchner, quien todavía no era y quería ser presidente del Partido Justicialista, y le propuso a Lavagna que lo acompañe como vicepresidente. Dicho acuerdo fue cuestionado por diversos dirigentes políticos, entre ellos el expresidente radical Raúl Alfonsín. Posteriormente, Lavagna no fue incluido en la nueva estructura partidaria.

En 2015, Lavagna se unió al espacio Unidos por una Nueva Alternativa (UNA), que integraba el Frente Renovador de Sergio Massa, apoyando su candidatura presidencial. Él integró el equipo económico del candidato. Massa logró el tercer puesto en las elecciones generales de octubre, no logrando así llegar al balotaje presidencial, que se dio entre Mauricio Macri por la alianza Cambiemos y Daniel Scioli por el Frente para la Victoria (FpV) oficialista.

### Candidatura presidencial de 2019
El 20 de mayo de 2019, Lavagna anunció su candidatura presidencial para las elecciones presidenciales de ese año. El 12 de junio, confirmó su fórmula presidencial junto con el gobernador de Salta, Juan Manuel Urtubey por el frente Consenso Federal. Sumaron adhesiones de diversos dirigentes como el gobernador de San Juan, Sergio Uñac, el gobernador de Santa Fe, Miguel Lifschitz (socialista), el GEN de Margarita Stolbizer, el economista Matías Tombolini, algunos sindicalistas como Luis Barrionuevo (exdiputado nacional), entre otros.
La fórmula liderada por Lavagna logró posicionarse como tercera fuerza a nivel nacional en las elecciones primarias (PASO), con el 8,22%, logrando así poder competir en las generales de octubre. En las elecciones generales, Consenso Federal obtuvo el 6,2% de los votos escrutados, perdiendo alrededor de medio millón de votos con respecto a las elecciones primarias. Se ubicó en la tercera posición, por detrás de Alberto Fernández (48,24%) y Mauricio Macri (40,28%).

## Historia electoral
|  | 17,81 % |

|  | 6,14 % |

## Libros
- 1998: Argentina Brasil Mercosur - Una Decisión Estratégica
- 1999: Neoconservadurismo Versus Capitalismo Competitivo
- 2007: La Argentina que Merecemos
- 2010: Pensando un país
- 2011: El Desafío de la Voluntad. Trece Meses Cruciales en La Historia Argentina. Abril 2002-Mayo 2003
- 2013: Un Futuro Posible
- 2015: Construyendo la Oportunidad

## Premios
Recibió un Premio Konex en 2006, en reconocimiento de su trayectoria durante la última década en Desarrollo Económico.